# Gran Premi d'Àustria del 2018
El Gran Premi d'Àustria del 2018 va ser la cinquena carrera de la temporada 2018 de Fórmula 1. Va tenir lloc de l'29 de juny a l'1 de juliol de 2018, al circuit d'Osterreichring, a Spielberg.

## Classificació
Resultats
| Pos.                    | Nº | Pilot             | Equip/Motor               | Temps Q1 | Temps Q2 | Temps Q3 | Pos. final |
| ----------------------- | -- | ----------------- | ------------------------- | -------- | -------- | -------- | ---------- |
| 1                       | 77 | Valtteri Bottas   | Mercedes                  | 1:04.175 | 1:03.756 | 1:03.130 | 1          |
| 2                       | 44 | Lewis Hamilton    | Mercedes                  | 1:04.080 | 1:03.577 | 1:03.149 | 2          |
| 3                       | 5  | Sebastian Vettel  | Ferrari                   | 1:04.347 | 1:03.544 | 1:03.464 | 61         |
| 4                       | 7  | Kimi Räikkönen    | Ferrari                   | 1:04.234 | 1:03.975 | 1:03.660 | 3          |
| 5                       | 33 | Max Verstappen    | Red Bull Racing-TAG Heuer | 1:04.273 | 1:04.001 | 1:03.840 | 4          |
| 6                       | 8  | Romain Grosjean   | Haas-Ferrari              | 1:04.242 | 1:04.059 | 1:03.892 | 5          |
| 7                       | 3  | Daniel Ricciardo  | Red Bull Racing-TAG Heuer | 1:04.723 | 1:04.403 | 1:03.996 | 7          |
| 8                       | 20 | Kevin Magnussen   | Haas-Ferrari              | 1:04.460 | 1:04.291 | 1:04.051 | 8          |
| 9                       | 55 | Carlos Sainz Jr.  | Renault                   | 1:04.948 | 1:04.561 | 1:04.725 | 9          |
| 10                      | 27 | Nico Hülkenberg   | Renault                   | 1:04.864 | 1:04.676 | 1:05.019 | 10         |
| 11                      | 31 | Esteban Ocon      | Force India-Mercedes      | 1:05.148 | 1:04.845 |          | 11         |
| 12                      | 10 | Pierre Gasly      | Scuderia Toro Rosso-Honda | 1:05.011 | 1:04.874 |          | 12         |
| 13                      | 16 | Charles Leclerc   | Sauber-Ferrari            | 1:04.967 | 1:04.979 |          | 172        |
| 14                      | 14 | Fernando Alonso   | McLaren-Renault           | 1:04.965 | 1:05.058 |          | PL3        |
| 15                      | 18 | Lance Stroll      | Williams-Mercedes         | 1:05.264 | 1:05.286 |          | 13         |
| 16                      | 2  | Stoffel Vandoorne | McLaren-Renault           | 1:05.271 |          |          | 14         |
| 17                      | 11 | Sergio Pérez      | Force India-Mercedes      | 1:05.279 |          |          | 15         |
| 18                      | 35 | Sergey Sirotkin   | Williams-Mercedes         | 1:05.322 |          |          | 16         |
| 19                      | 28 | Brendon Hartley   | Scuderia Toro Rosso-Honda | 1:05.366 |          |          | 194        |
| 20                      | 9  | Marcus Ericsson   | Sauber-Ferrari            | 1:05.479 |          |          | 18         |
| Regla del 107% 1:08.565 |    |                   |                           |          |          |          |            |
| Font:                   |    |                   |                           |          |          |          |            |

Notes
- ^1  – Sebastian Vettel va rebre una penalització de 3 posicions a la graella de sortida per obstaculizar Carlos Sainz Jr. durant el Q2.
- ^2  – Charles Leclerc va rebre una penalització de 5 posicions a la graella de sortida per canviar la seva caixa de canvis.
- ^3  – Fernando Alonso va sortir al pit lane per canviar l'aleró davanter, després d'un accident a la Q2.
- ^4  – Brendon Hartley va rebre una penalització de 35 posicions per muntar nous components al motor.

## Carrera
Resultats

| Pos.  | Nº | Pilot             | Equip-motor               | Voltes | Temps/Retirat   | Graella | Punts |
| ----- | -- | ----------------- | ------------------------- | ------ | --------------- | ------- | ----- |
| 1     | 33 | Max Verstappen    | Red Bull Racing-TAG Heuer | 71     | 1:21:56.024     | 4       | 25    |
| 2     | 7  | Kimi Räikkönen    | Ferrari                   | 71     | +1.504          | 3       | 18    |
| 3     | 5  | Sebastian Vettel  | Ferrari                   | 71     | +3.181          | 6       | 15    |
| 4     | 8  | Romain Grosjean   | Haas-Ferrari              | 70     | +1 Volta        | 5       | 12    |
| 5     | 20 | Kevin Magnussen   | Haas-Ferrari              | 70     | +1 Volta        | 8       | 10    |
| 6     | 31 | Esteban Ocon      | Force India-Mercedes      | 70     | +1 Volta        | 11      | 8     |
| 7     | 11 | Sergio Pérez      | Force India-Mercedes      | 70     | +1 Volta        | 15      | 6     |
| 8     | 14 | Fernando Alonso   | McLaren-Renault           | 70     | +1 Volta        | PL      | 4     |
| 9     | 16 | Charles Leclerc   | Sauber-Ferrari            | 70     | +1 Volta        | 17      | 2     |
| 10    | 9  | Marcus Ericsson   | Sauber-Ferrari            | 70     | +1 Volta        | 18      | 1     |
| 11    | 10 | Pierre Gasly      | Scuderia Toro Rosso-Honda | 70     | +1 Volta        | 12      |       |
| 12    | 55 | Carlos Sainz Jr.  | Renault                   | 70     | +1 Volta        | 9       |       |
| 13    | 35 | Sergey Sirotkin   | Williams-Mercedes         | 69     | +2 Voltes       | 16      |       |
| 14    | 18 | Lance Stroll      | Williams-Mercedes         | 69     | +2 Voltes1      | 13      |       |
| Ret   | 2  | Stoffel Vandoorne | McLaren-Renault           | 65     | Retirat         | 14      |       |
| Ret   | 44 | Lewis Hamilton    | Mercedes                  | 64     | Pr. combustible | 2       |       |
| Ret   | 28 | Brendon Hartley   | Scuderia Toro Rosso-Honda | 54     | Hidràulics      | 19      |       |
| Ret   | 3  | Daniel Ricciardo  | Red Bull Racing-TAG Heuer | 53     | Escape          | 7       |       |
| Ret   | 77 | Valtteri Bottas   | Mercedes                  | 13     | Hidràulics      | 1       |       |
| Ret   | 27 | Nico Hülkenberg   | Renault                   | 11     | Motor           | 10      |       |
| Font: |    |                   |                           |        |                 |         |       |

Notes
- ^1  – Lance Stroll va ser penalitzat en de 10 segons per ignorar les banderes blaves.